# Batalla de Salamanca (1858)
La Batalla de Salamanca tuvo lugar entre el 9 de marzo y 10 de marzo de 1858 en las inmediaciones de Salamanca en el estado de Guanajuato, México, entre elementos del ejército liberal, al mando del general Anastasio Parrodi junto a los generales Leandro Valle, Santos Degollado y Mariano Morett y elementos del ejército conservador comandados por el general Luis G. Osollo que se encontraba al frente de 5000 hombres junto a los generales Miguel Miramón, Tomás Mejía y Francisco García Casanova durante la Guerra de Reforma. La victoria correspondió al bando conservador, lo que significó la primera derrota importante liberal.
Esta batalla fue conocida con el nombre de Batalla de Arroyo Feo o Guerra de la Coalición, pues en ese entonces los combates entre liberales y conservadores se limitaban a Guanajuato, Jalisco, Zacatecas, San Luis Potosí, Michoacán y Aguascalientes, estados que formaron una coalición opuesta al Plan de Tacubaya, reuniendo 7.000 hombres con 30 piezas de artillería, mismas que combatieron en Celaya. En Arroyo Feo, Salamanca, Parrodi perdió frente a los conservadores, culpando al general Mariano Morett de no haber sostenido la carga de caballería y a Manuel Doblado por parecer indiferente en la batalla.